# Deltacephalus
Deltacephalus is een geslacht van uitgestorven temnospondyle Batrachomorpha (basale 'amfibieën') dat behoorde tot de Lydekkerinidae en leefde in het Vroeg-Trias van Madagaskar. Het was een carnivoor van ongeveer anderhalve meter lang met een amfibische levenswijze. Het dier leek op een robuust gebouwde salamander en was een goede zwemmer, maar minder goed met voortbewegen op het land.